# اد موسز (شناگر)
اد موسز (به انگلیسی: Ed Moses) (زادهٔ ۷ ژوئن ۱۹۸۰) شناگر اهل ایالات متحده آمریکا است. او دارای مدال المپیک و همچنین رکورددار شنای قورباغه است رشته تخصصی شنای ایشان شنای قورباغه می‌باشد او در لومالیندا کالیفرنیا به دنیا آمد پدرش در نیروی هوایی و مادرش معلم مدرسه بود. ایشان در اولمپیک سال ۲۰۰۰ موفق به شکستن رکورد شنای قورباغه ایالات متحده آمریکا شد؛ و در آن المپیک موفق به کسب دو مدال طلا شد.